# La Joya
La Joya è un centro abitato degli Stati Uniti d'America situato nella contea di Hidalgo dello Stato del Texas.
La popolazione era di 3.985 persone al censimento del 2010. Fa parte dell'area metropolitana di McAllen–Edinburg–Mission e Reynosa–McAllen.

## Geografia fisica
La Joya è situata a 26°14′31″N 98°28′48″W (26.241996, -98.480138), al confine con il Messico, tra Mission e Rio Grande City.
Secondo lo United States Census Bureau, ha un'area totale di 2,9 miglia quadrate (7,5 km²), di cui 2,8 miglia quadrate (7,3 km²) di terreno e 0,1 miglia quadrate (0,26 km², 3.47%) d'acqua.

## Società

### Evoluzione demografica
Secondo il censimento del 2000, c'erano 3.303 persone, 860 nuclei familiari e 766 famiglie residenti nella città. La densità di popolazione era di 1.187,6 persone per miglio quadrato (458,7/km²). C'erano 969 unità abitative a una densità media di 348,4 per miglio quadrato (134,6/km²). La composizione etnica della città era formata dal 63,94% di bianchi, lo 0,18% di afroamericani, lo 0,51% di nativi americani, lo 0,48% di asiatici, lo 0,03% di isolani del Pacifico, il 33,18% di altre razze, e l'1,67% di due o più etnie. Ispanici o latinos di qualunque razza erano il 97,18% della popolazione.
C'erano 860 nuclei familiari di cui il 51,3% aveva figli di età inferiore ai 18 anni, il 66,0% aveva coppie sposate conviventi, il 18,8% aveva un capofamiglia femmina senza marito, e il 10,9% erano non-famiglie. Il 9,2% di tutti i nuclei familiari erano individuali e il 5,1% aveva componenti con un'età di 65 anni o più che vivevano da soli. Il numero di componenti medio di un nucleo familiare era di 3,84 e quello di una famiglia era di 4,10.
La popolazione era composta dal 34,9% di persone sotto i 18 anni, il 12,2% di persone dai 18 ai 24 anni, il 27,0% di persone dai 25 ai 44 anni, il 17,4% di persone dai 45 ai 64 anni, e l'8,4% di persone di 65 anni o più. L'età media era di 27 anni. Per ogni 100 femmine c'erano 88,7 maschi. Per ogni 100 femmine dai 18 anni in giù, c'erano 86,1 maschi.
Il reddito medio di un nucleo familiare era di 22.820 dollari e quello di una famiglia era di 23.156 dollari. I maschi avevano un reddito medio di 18.494 dollari contro i 14.597 dollari delle femmine. Il reddito pro capite era di 7.923 dollari. Circa il 38,9% delle famiglie e il 40,7% della popolazione erano sotto la soglia di povertà, incluso il 50,6% di persone sotto i 18 anni e il 31,2% di persone di 65 anni o più.